# Europa (stavba)
Stavba Europa je sedež Evropskega sveta in Sveta Evropske unije. Nahaja se na Wetstraat/Rue de la Loi v Evropski četrti v Bruslju. Njena značilnost je večnadstropna konstrukcija v obliki luči, v kateri se nahajajo sejne sobe. Obliko sta Evropski svet in Svet Evropske unije uporabila tudi v svojem razpoznavnem znaku. Stavba je bila zgrajena na mestu delno porušenega bloka A palače Résidence in združuje arhitekturo prvinske stavbe iz leta 1922 in sodobno zasnovo Philippa Samyna. Stavba je povezana z dvema tuneloma s sosednjo zgradbo Justus Lipsius, ki zagotavlja dodatne pisarniške prostore, sejne sobe in prostore za tisk.

## Galerija
- Začetek gradnje
- Gradnja, opazna oblika luči
- Med gradnjo (april 2014)
- Okna
- Sejna dvorana, barvno kompozicijo je načrtoval Georges Meurant.